# 徐辉 (解放军)
徐辉，现任中国人民解放军国防大学国际防务学院院长，中国人民解放军陆军少将。

## 生平
2016年，徐辉接替路文担任中国人民解放军国防大学防务学院院长。2017年8月，防务学院改名国际防务学院之后，徐辉继续担任院长。2017年7月，晋升少将军衔。

## 争议言论
2024年6月2日，在新加坡举行的香格里拉对话期间，徐辉接受采访时“我想奉劝澤倫斯基，要考虑乌克兰人民的生命的价值，他们在为什么而战，要搞清楚。美国总统拜登说过一句话很恐怖，他说他会支持乌克兰，战斗到最后一个乌克兰人，如果战斗到最后一个乌克兰人，乌克兰人民在为什么而战呢？你人都没有了。”的言论，被媒体曝光之后，网易将其和中国抗日战争期间另组亲日政府的汪精卫比照，斥责他是“现代汪精卫”、“投降派”、“徐精卫”。另有網友質疑，徐輝指美國賣武器給烏克蘭的說法是「造謠」，美歐至今都是無償提供烏克蘭武器。